# Megacardita monodi
Megacardita monodi is een tweekleppigensoort uit de familie van de Carditidae. De wetenschappelijke naam van de soort is voor het eerst geldig gepubliceerd in 1953 door Nicklès.